# Stefaniella atriplicis
Stefaniella atriplicis är en tvåvingeart som beskrevs av Jean-Jacques Kieffer 1898. Stefaniella atriplicis ingår i släktet Stefaniella och familjen gallmyggor. Inga underarter finns listade i Catalogue of Life.